# Prognathogryllus alatus
Prognathogryllus alatus är en insektsart som beskrevs av Brunner von Wattenwyl 1895. Prognathogryllus alatus ingår i släktet Prognathogryllus och familjen syrsor. Inga underarter finns listade i Catalogue of Life.